# Fluorobenzen
Fluorobenzen, fluorek fenylu, C
6H
5F – organiczny związek chemiczny z grupy fluorków arylowych, najprostsza fluoropochodna aromatyczna.
W skali laboratoryjnej fluorobenzen otrzymuje się przez termiczny rozkład tetrafluoroboranu benzenodiazoniowego:
C
6H
5N
2BF
4 → C
6H
5F + BF
3 + N
2↑